# Mehdiabad
Mehdiabad – osada i gmina w rejonie Abşeron w Azerbejdżanie. Populacja wynosi 6,616.